# C.N. Annadurai
C.N. Annadurai, född 15 september 1909 i Kanchipuram, död 3 februari 1969 av cancer, indisk politiker, dravidnationalistisk ideolog och premiärminister (Chief minister) i delstaten Tamil Nadu. Grundare av partiet Dravida Munnetra Kazhagam. Känd författare inom den tamilska litteraturen.